# Aphilorheithrus luteolus
Aphilorheithrus luteolus is een schietmot uit de familie Philorheithridae. De soort komt voor in het Australaziatisch gebied.